# 1897 w filmie
Wydarzenia filmowe w 1897 roku.

## Wydarzenia
- 22 marca – pionier filmu francuskiego Georges Méliès otworzył, w Montreuil pod Paryżem, atelier filmowe.
- 31 marca – amerykańscy reżyserzy James Stuart Blackton i Albert E.Smith założyli „Vitagraph Company” w celu publicznego przedstawiania filmów Edisona.
- 22 kwietnia – fotograf Léon Gaumont rozpoczął w Paryżu produkcję filmów.
- kwiecień – pionier filmu brytyjskiego Robert William Paul założył „Paul Animatograph Company”.
- 4 maja – w Paryżu, w Bazar de la Charité zginęło 129 osób w pożarze spowodowanym zapaleniem się taśmy filmowej. Celuloid był bowiem tak łatwopalny, że nawet chwilowe zatrzymanie przesuwania się taśmy mogło spowodować jej zapalenie.
- październik – technik filmowy Oskar Messter opublikował w Berlinie swój pierwszy katalog (oferował sprzęt do realizacji i wyświetlania filmów oraz 84 tytuły filmowe).

## Premiery
- Cupid at the Wash Tub
- Zaczarowana gospoda

## Urodzili się
- 3 stycznia
  - Pola Negri, polska aktorka (zm. 1987)
  - Marion Davies, amerykańska aktorka (zm. 1961)
- 10 lutego – Judith Anderson, australijska aktorka (zm. 1992)
- 1 kwietnia – Eduard Tisse, radziecki operator (zm. 1961)
- 18 maja – Frank Capra, amerykański reżyser pochodzenia włoskiego (zm. 1991)
- 10 lipca – John Gilbert, amerykański aktor (zm. 1936)
- 23 września – Walter Pidgeon, kanadyjski aktor (zm. 1984)